# Reposaari (ö i Norra Karelen, Joensuu, lat 62,67, long 31,15)
Reposaari är en ö i Finland. Den ligger i sjön Nuorajärvi och i kommunen Ilomants i den ekonomiska regionen  Joensuu ekonomiska region  och landskapet Norra Karelen, i den sydöstra delen av landet, 400 km nordost om huvudstaden Helsingfors. Öns area är 2,3 hektar och dess största längd är 190 meter i sydväst-nordöstlig riktning.